# Ксеноптерус
Ксеноптерус (лат. Chonerhinos naritus) — вид лучепёрых рыб семейства иглобрюхих, единственный представитель рода Chonerhinos. Максимальная длина тела — 28,5 см. Пресноводная тропическая рыба. Встречается в реках Азии: Мьянма, Индокитай и Индонезия. Вид не представляет опасности для людей и не имеет промыслового значения.